# 蜍蝽
蜍蝽（学名：Ochterus marginatus）为蜍蝽科蜍蝽屬下的一个种。